# Dorothy Brady
Dorothy Elizabeth Stahl Brady (* 14. Juni 1903 in Elk River, Minnesota; † 17. April 1977 in Arkville, New York (Bundesstaat),  USA) war eine amerikanische Mathematikerin, Ökonomin und Hochschullehrerin. Von 1958 bis 1970 war sie Professorin für Wirtschaftswissenschaften an der Wharton School der University of Pennsylvania.

## Leben und Werk
Brady war das älteste von vier Kindern des Lehrerehepaars Agnes M. und Henry V. Stahl und wuchs in Portland (Oregon) auf. Sie besuchte die Lincoln High School und studierte Mathematik und Physik am Reed College, wo sie 1924 ihren Bachelor-Abschluss erhielt. Von 1924 bis 1936 war sie mit dem Reed-Studenten Robert A. Brady verheiratet, mit dem sie 1933 einen Sohn bekam.
1926 erwarb sie einen Master-Abschluss in Mathematik an der Cornell University, arbeitete dann bis 1927 als Dozentin für Mathematik und Statistik am Vassar College, anschließend bis 1928 als wissenschaftliche Assistentin am National Bureau of Economic Research und studierte und lehrte an der New York University. Während ihr Mann in Deutschland forschte, studierte sie im Wintersemester 1930/31 an der Universität in Berlin. 1933 promovierte sie bei John Hector McDonald in Mathematik an der University of California, Berkeley, als sechste Frau mit der Dissertation On the Solutions of the Homogeneous Linear Differential Equation.
Brady arbeitete dann für das US-Landwirtschaftsministerium und das US-Arbeitsministerium, wo sie von 1944 bis 1948 Leiterin der Abteilung für Lebenshaltungskosten war. Von 1948 bis 1951 lehrte und forschte sie an der University of Illinois. Als Professorin für Wirtschaftswissenschaften lehrte und forschte sie an der University of Chicago von 1956 bis 1958 und an der University of Pennsylvania anschließend bis 1970. Von 1964 bis 1970 war sie Vorsitzende der Graduiertengruppe für Wirtschaftsgeschichte an der Wharton School der University of Pennsylvania. Während ihrer akademischen Tätigkeiten beriet sie weiterhin das Bureau of Labor Statistics und die Social Security Administration.
Sie war Vizepräsidentin der American Statistical Association und der Economic History Association. Brady starb mit 73 Jahren in ihrem Haus in Arkville.

## Auszeichnungen
- 1948: National Women’s Press Club Award in Economics
- 1950: Fellow der American Statistical Association
- 1951: Fellow der Econometric Society

## Mitgliedschaften
- American Mathematical Society
- Econometric Society
- Phi Beta Kappa
- Sigma Xi

## Veröffentlichungen (Auswahl)
- Age and the Income Distribution. Washington, U.S. Govt. Print. Off., 1965.
- Changes in Assets and Liabilities of Families: Five Regions. Washington, D.C: U.S. Dept. of Agriculture, 1941.
- mit Day Monroe, June F. Constantine, Karl L. Benson: Family Expenditures for Automobile and Other Transportation: Five Regions. Washington, D.C: U.S. Dept. of Agriculture, 1941.
- mit Raymond W. Goldsmith, Horst Mendershausen: A Study of Saving in the United States. New Jersey: Princeton Univ. Press, 1956.
- Research in the Size Distribution of Income. 1949.